# Condado de Atchison (Kansas)
O Condado de Atchison é um dos 105 condados do estado americano de Kansas. A sede do condado é Atchison, e sua maior cidade é Atchison. O condado possui uma área de 1 127 km² (dos quais 7 km² estão cobertos por água), uma população de 16 774 habitantes, e uma densidade populacional de 15 hab/km² (segundo o censo nacional de 2000). O condado foi fundado em 25 de agosto de 1855.